# Bajt Natir
Bajt Natir (arab. بيت ناطر) – miejscowość w Syrii, w muhafazie Hama. W 2004 roku liczyła 1304 mieszkańców.